# Mondial Australian Women's Hardcourts 2008
Il Mondial Australian Women's Hardcourts 2008  è stato un torneo di tennis giocato sul cemento.
È stata la 12ª edizione del Mondial Australian Women's Hardcourts,
che fa parte della categoria Tier III nell'ambito del WTA Tour 2008.
Si è giocato sulla Gold Coast dell'Australia, dal 31 dicembre 2007 al 5 gennaio 2008.

## Campioni

### Singolare
Li Na ha battuto in finale  Viktoryja Azaranka con il punteggio di 4–6, 6–3, 6–4

### Doppio
Dinara Safina /  Ágnes Szávay hanno battuto in finale  Zi Yan /  Jie Zheng con il punteggio di 6–1, 6–2